# Marco Tadé
Marco Tadé (* 3. Dezember 1995 in Locarno) ist ein Schweizer Freestyle-Skier. Er startet in den Buckelpisten-Disziplinen  Moguls und Dual Moguls.

## Werdegang
Tadé stammt aus Tenero-Contra im Kanton Tessin. Er startete im Januar 2010 in Prato erstmals im Europacup. Zu Beginn der Saison 2011/12 holte er im Moguls-Wettbewerb in Chiesa in Valmalenco seinen ersten Europacupsieg. Im weiteren Saisonverlauf erreichte er dreimal den dritten sowie zweimal den zweiten Platz und gewann damit zum Saisonende die Moguls-Disziplinenwertung. Am 20. Dezember 2011 debütierte er in Méribel im Weltcup und kam dabei auf den 39. Platz im Dual Moguls. Im Februar 2013 gelang ihm bei den Weltmeisterschaften 2013 in Voss der 40. Platz im Dual Moguls und der 34. Rang im Moguls-Wettbewerb.
In der Saison 2013/14 siegte Tadé zweimal im Europacup. Ausserdem belegte er zweimal den zweiten Platz und gewann zum Saisonende erneut die Moguls-Wertung des Europacups. Bei den Juniorenweltmeisterschaften 2014 in Chiesa in Valmalenco gewann er die Bronzemedaille im Dual Moguls. Im März 2014 gewann er seine beiden ersten Schweizer Meistertitel. In der folgenden Saison kam er bei neun Weltcupteilnahmen zweimal unter die ersten zehn. Dabei erreichte er mit dem dritten Platz im Dual-Moguls-Wettbewerb in Deer Valley seine erste Weltcup-Podestplatzierung. Beim Saisonhöhepunkt, den Weltmeisterschaften 2015 am Kreischberg, errang er den 20. Platz im Moguls und den 18. Platz im Dual Moguls.
Tadé kam in der Saison 2016/17 im Weltcup zweimal unter die ersten zehn, darunter Platz 2 im Dual Moguls in Thaiwoo, und errang damit den 14. Platz im Moguls-Weltcup. Bei den Weltmeisterschaften 2017 in der Sierra Nevada holte er etwas überraschend die Bronzemedaille im Dual-Moguls-Wettbewerb, während er mit Platz 4 im Moguls-Wettbewerb eine weitere Medaille knapp verpasste. In einem Trainingslager in Australien zog er sich Ende August 2017 einen Kreuzbandriss im linken Knie zu. Um die mögliche Teilnahme an den Olympischen Spielen nicht zu gefährden, entschied sich gegen eine Operation. Bereits im Dezember stand er im Weltcup wieder im Einsatz.

## Erfolge

### Weltmeisterschaften
- Voss 2013: 34. Moguls, 40. Dual Moguls
- Kreischberg 2015: 18. Dual Moguls, 20. Moguls
- Sierra Nevada 2017: 3. Dual Moguls, 4. Moguls

### Weltcup
Tadé errang im Weltcup bisher drei Podestplätze.
Weltcupwertungen:
| Saison  | Gesamt | Gesamt | Moguls | Moguls |
| Saison  | Platz  | Punkte | Platz  | Punkte |
| ------- | ------ | ------ | ------ | ------ |
| 2012/13 | 280.   | 1      | 53.    | 11     |
| 2013/14 | 153.   | 6      | 30.    | 71     |
| 2014/15 | 48.    | 20     | 13.    | 181    |
| 2015/16 | 241.   | 0,63   | 51.    | 5      |
| 2016/17 | 88.    | 15,82  | 14.    | 174    |
| 2017/18 | 262.   | 1,50   | 45.    | 15     |
| 2019/20 | 163.   | 5,80   | 31.    | 58     |

### Europacup
- Saison 2011/12: 1. Moguls-Disziplinenwertung
- Saison 2013/14: 1. Moguls-Disziplinenwertung
- 10 Podestplätze, davon 3 Siege

### Juniorenweltmeisterschaften
- Jyväskylä 2011: 21. Dual Moguls, 44. Moguls
- Chiesa in Valmalenco 2012: 10. Moguls, 11. Dual Moguls
- Chiesa in Valmalenco 2013: 6. Dual Moguls
- Chiesa in Valmalenco 2014: 3. Dual Moguls
- Chiesa in Valmalenco 2015: 16. Moguls

### Weitere Erfolge
- 5 Schweizer Meistertitel (Moguls 2014 und 2017; Dual Moguls 2014, 2015 und 2017)